# Зиновьев, Александр Владимирович (футболист)
Александр Владимирович Зиновьев (20 февраля 1979, Тобольск, Тюменская область) — российский футболист, выступавший на позиции полузащитника. Сыграл один матч в высшей лиге России.

## Биография
Дебютировал на взрослом уровне в 18-летнем возрасте в составе новосибирского «Чкаловца» во втором дивизионе. За два сезона принял участие в 39 матчах первенства страны и пяти матчах Кубка России, в том числе в 1998 году играл в матче 1/16 финала против своего будущего клуба «Шинник», где и был замечен представителями ярославского клуба.
В начале 1999 года перешёл в «Шинник». Свой единственный матч в высшем дивизионе сыграл 2 мая 1999 года против «Ротора», выйдя на замену на 83-й минуте вместо Фёдора Тувина. В следующем сезоне отдавался в аренду в свой бывший клуб «Чкаловец» и в ярославский «Нефтяник», но ни в одном из них не выходил на поле.
Летом 2001 года покинул «Шинник», затем в течение двух с половиной сезонов выступал в первом дивизионе за «Газовик-Газпром», сыграл 60 матчей в первенствах страны. В дальнейшем выступал в первом дивизионе за «Орёл» и «Урал». Летом 2005 года перешёл в щёлковский «Спартак» из второго дивизиона, в котором спустя полтора года завершил профессиональную карьеру.
После окончания карьеры работал в Москве в сфере недвижимости.

## Личная жизнь
Младший брат, Евгений (род. 1981), тоже был футболистом, играл за «Сибирь», дубль московского «Локомотива» и ряд других клубов. Отец, Владимир (1952—2005), выступал в советской второй лиге за «Чкаловец», затем работал преподавателем физкультуры.